# Poecilium rufipes
Poecilium rufipes је врста инсекта из реда тврдокрилаца (Coleoptera) и породице стрижибуба. Сврстана је у потпородицу Cerambycinae.

## Распрострањеност
Врста је распрострањена на подручју Европе (осим на северу) и Блиског истока. У Србији је ретка врста.

## Опис
Глава, пронотум и елитрони су једнообразни, металноплаве или љубичасте боје. Базални део елитрона је са изразитим импресијама (удубљењима), на површини се налазе дуже длаке. Пронотум је заобљен на ивицама и такође са удубљењима. Већи део фемура је тамно обојен, као и остатак тела, а остали делови ногу су жућкасте боје. Први чланак задњих тарзуса није значајно дужи од другог и трећег заједно. Антене су средње дужине, чланци од првог до четвртог су потпуно жути, а остали црне боје. Дужина тела је од 5 до 8 mm.
- удубљења на елитри
- пронотум
- однос чланака задњег тарзуса

## Биологија
Животни циклус траје годину дана, ларве се развијају у болесним и мртвим гранама и гранчицама које су изложене сунцу. Адулти су активни од априла до јуна, а срећу се на биљци домаћину и на цвећу. Као домаћини јављају се различите врсте листопадног дрвећа.

## Статус заштите
Poecilium rufipes се налази на Европској црвеној листи сапроксилних тврдокрилаца.

## Синоними
- Phymatodes rufipes (Fabricius, 1776)
- Callidium rufipes Fabricius, 1776
- Pseudopoecilium rufipes (Fabricius, 1776)
- Phymatodellus rufipes (Fabricius, 1776)
- Callidium amethistinum Fabricius, 1792
- Callidium coeruleum Goeze, 1777
- Callidium cyaneum Geoffroy, 1785